# Love Metal
Love Metal es el nombre del cuarto álbum de la banda HIM, publicado el 14 de abril de 2003. La versión especial de este álbum también incluye el bonus track 'Love's Requiem'. Este es el primer álbum de HIM que se hizo popular a nivel mundial. El 11 de febrero de 2005 la versión regular del álbum fue lanzada en los Estados Unidos por Universal Records con la licencia de Jimmy Franks Recording Company.
Es el primer álbum de HIM que no incluye la presencia del cantante, Ville Valo, en la portada. En su lugar aparece el heartagram, logo de la banda.
Además, Love Metal es el nombre con el que muchos han identificado al género de la banda;una mezcla entre canciones metal, pero más melancólicas y románticas.[cita requerida]
Es el álbum preferido de la banda porque se divirtieron mucho al hacerlo. The Funeral of Hearts es usado siempre para cerrar en conciertos.
HIM comenzó a grabar demos para el álbum en la primavera del norte de 2002, después de un agotador ciclo de giras para su álbum anterior. Emocionado y vigorizado por el nuevo material, HIM entró en Finnvox Studios en septiembre de 2002 con el productor Hiili Hiilesmaa, quien anteriormente había dirigido el álbum debut del grupo en 1997. Musicalmente, Love Metal presentó un sonido más crudo y orgánico, inspirado en las primeras influencias de la banda, que también fue visto como una reacción a las dificultades que enfrentaron mientras grababan su álbum anterior. Desde entonces, el vocalista Ville Valo ha descrito Love Metal como el álbum donde HIM encontró su sonido. Love Metal también fue el primer álbum de la banda en presentar predominantemente su logo, el Heartagram, en la portada, mientras que el título del álbum fue acuñado a mediados de los noventa como una descripción del género musical de HIM.
Love Metal recibió críticas positivas de los críticos, y muchos elogiaron la composición y llamaron al álbum un regreso a la forma después de Deep Shadows y Brilliant Highlights. El álbum llegó a las listas de once países, alcanzando el número uno en Finlandia y Alemania, y luego fue platino y oro respectivamente. Love Metal también fue el primer álbum de la banda en las listas de Reino Unido y Francia en el número 55 y 141 respectivamente. Se lanzaron tres singles, con "The Funeral of Hearts" alcanzando el número uno en la lista de singles finlandeses. Se produjeron videos musicales para los tres singles, con el skater profesional y miembro de Jackass Bam Margera dirigiendo dos. Tras el lanzamiento del álbum, HIM realizó una gira por los Estados Unidos por primera vez, con todas las entradas agotadas.

## Love Metal (género musical)
El “love metal” es el sello de identidad propia de HIM, Ville Valo denominó que el género musical que hacía HIM era “love metal”.
El Love Metal, en ocasiones conocido como rock gótico melódico, es un subgénero del metal gótico con mezcla de rock alternativo influenciado por el goth ochentero, tomando sonidos cercanos al hard rock, el heavy metal y el glam.
El love metal se caracteriza por su estilo de metal romántico con toques muy marcados de oscuridad y ternura. Este estilo se diferencia de las demás vertientes del metal por centrarse más en las letras de amor y odio.

## Canciones
1. "Buried Alive By Love" - 5:01
2. "The Funeral of Hearts" - 4:30
3. "Beyond Redemption" - 4:28
4. "Sweet Pandemonium" - 5:46
5. "Soul On Fire" - 4:00
6. "The Sacrament" - 4:32
7. "This Fortress of Tears" - 5:48
8. "Circle of Fear" - 5:27
9. "Endless Dark" - 5:35
10. "The Path" - 7:44
11. "Love's Requiem" [pista adicional] - 8:36 (Sólo en la edición alemana)